# صحيفة التلميذ
صحيفة التلميذ كانت صحيفة أسبوعية باللغة العربية صدرت في سانت بطرسبرغ، بروسيا بين عامي 1906 و1907. صدر العدد الأول في 21 تموز 1906. كان المنشور موجهًا إلى المجتمع القوقازي ذو الغالبية المسلمة في عاصمة الإمبراطورية الروسية، بعد غزو روسيا لأراضي إيران في القوقاز.
نشر عبد الرشيد إبراهيم صحيفة التلميذ، وهو من التتار السيبيريين الجديديين الإسلاميين والمؤسس المشارك لاتفاق المسلمين. تلقى إبراهيموف تعليمه في المدينة المنورة. بعد عودته إلى روسيا في عام 1904، كان إبراهيموف معجبًا بجمال الدين الأفغاني ومعارضًا متحمسًا للنظام القيصري والمؤسسة الإسلامية المحافظة والحركة الاشتراكية. كان يدير مطبعة خاصة به في المدينة. كما أطلق إبراهيموف العديد من المنشورات الأخرى في نفس الفترة تقريبًا، مثل صحيفتي التتار Ülfet و Nejat والمنشور الكازاخستاني Sirke، مستفيدًا من تحرير قوانين الصحافة في أعقاب الثورة الروسية عام 1905. تناولت المطبوعة قضايا تتعلق بالدين والسياسة والأدب والهوية والعلم. ودعا المنشور المسلمين في روسيا إلى الحفاظ على دينهم وثقافتهم وقيمهم الروحية.
في ذلك الوقت كانت مجلة "التلميذ" هي المجلة الأهم للمثقفين من شمال القوقاز. وقد قرأه أشخاص من مجتمعات داغستان والشركس وغيرهما من مجتمعات شمال القوقاز. وقد قُوبِل هذا النشر بردود فعل صارمة من جانب السلطات الروسية. فأغلقوا مجلة التلميذ في عام 1907، بعد صدور عددها الثلاثين.